# Алея на героите (Волгоград)
Алеята на героите (на руски: Аллея Героев) е булевард в центъра на града-герой Волгоград. Свързва Площада на падналите бойци от 62-ра армия, пресичащ Уулици „Ленин“, „Советская“ и „Чуйков“.

## Ансамбъл
Алеята на героите се състои от три успоредни улици – преди на това място е имало три различни улици. Отстрани алеята е ограничена от осеметажни жилищни сгради в стила на сталинската аехитектура. Фасадите на къщите са вертикално разделени на три части: долната част, под формата на мощна рустирана стена с големи отвори; среден – три етажа от гладък зид с равномерно разположени балкони; а третият – под формата на непрекъснат ред пиластри. Сградите завършват с мощен корниз.
На покривите на къщи № 1 и 2 има макети на ордена „Ленин“ и медала „Златна звезда“, получени от града за масов героизъм и смелост при защитата на Родината във Великата отечествена война.
Част от територията на алеята и площада на падналите бойци е заета от обект на културно наследство от федерално значение „Паметно място, където на 31 януари 1943 г. войските на Донския фронт под командването на генерал-полковник Константин Константинович Рокосовски завършва разгрома на южната група армии на нацистка Германия, обкръжена в района на Сталинград, и издига червеното Знаме на Победата.

## Мемориал
Един от основните елементи в архитектурния ансамбъл на Алеята на героите са стелите на Героите на Съветския съюз, на които са увековечени имената на 127 герои от Сталинград.
Мемориалът в чест на Героите на Съветския съюз и пълни кавалери на Ордена на славата е открит на 8 май 1985 г. в рамките на честването на 40-годишнината от Победата във Великата Отечествена война. Художествените работи са извършени от Волгоградския клон на Художествения фонд на РСФСР под ръководството на главния художник на града М. Я. Пища .
Мемориалът е обект на културното наследство от регионално значение, състои се от 6 вертикални (по 3 от всяка страна) и 4 хоризонтални стели: върху вертикалните са поставени имената на героите, а върху тях са разположени барелефни модели на ордени и надпис „Герои на Съветския съюз удостоени със званието за подвизите им в Сталинградската битка“ на хоризонталните” и „Волгоградчани – Герои на Съветския съюз и кавалери на ордените на Славата на трите градуса“.
За 2022 г. е планирана цялостна реставрация на мемориала.